# Paulius Astrauskas
Paulius Astrauskas (* 26. Juni 1987 in Šedbarai, Rajongemeinde Kelmė) ist ein litauischer Agronom und Politiker,  Vizeminister der Landwirtschaft Litauens.

## Leben
Nach der Hauptschulbildung in Ramoniškis bei Kelmė und dem Abitur  an der   Mittelschule Tytuvėnai absolvierte Paulius Astrauskas von 2006 bis 2010 das Bachelorstudium der Agronomie und von 2010 bis 2012 das Masterstudium der Agrobiotechnologie an der Litauischen Universität für Landwirtschaft bei Kaunas.
Von 2018 bis 2022 war er Doktorand   und absolvierte das Promotionsstudium in Agrarwissenschaften am Litauischen Agrar- und Forstwissenschaftszentrum.
Von 2010 bis 2011 war er Agronom im Agrarunternehmen  ŽŪB „Agrowill Smilgiai“, von 2011 bis 2012  Chefagronom beim Unternehmen „Šiauliai Agroconcern“, von 2012 bis 2015 Betriebsleiter beim Unternehmen ŽŪB „Želsvelė“ und von 2015 bis 2016    Produktionsleiter in der Unternehmensgruppe Agrowill-Gruppe. Von 2016 bis 2020   arbeitete er als Leiter der Landwirtschaftsabteilung  beim Unternehmen UAB „Groward“       und von 2020 bis 2021 als Leiter der Abteilung für landwirtschaftliche Technologien  bei der  Landwirtschaftskammer der Republik Litauen.
Seit Dezember 2021 ist Astrauskas Vizeminister am Landwirtschaftsministerium Litauens,  Stellvertreter von Kęstutis Navickas im Kabinett Šimonytė.
Astrauskas ist verheiratet.